# Mary Kenneth Keller
Mary Kenneth Keller (17 tháng 12 năm 1913 - 10 tháng 1 năm 1985) là một nữ tu của dòng "Nữ tu Bác ái Đức Trinh nữ Maria" (B.V.M.) tại Dubuque thuộc Giáo hội Công giáo Rôma. Bà được cho là người phụ nữ đầu tiên lấy được bằng tiến sĩ trong lĩnh vực khoa học máy tính ở Hoa Kỳ.

## Cuộc đời
Mary Kenneth Keller được sinh ra tại Cleveland, Ohio vào ngày 17 tháng 12 năm 1913. Cha và mẹ bà là ông John Adam Keller và bà Catherine Josephine Keller. Mary Kenneth Keller vào dòng "Nữ tu Bác ái Đức Trinh nữ Maria" năm 1932  và khấn trọn đời vào năm 1940. Sơ Keller tốt nghiệp Cử nhân Khoa học ngành Toán học vào năm 1943. Sau đó Nữ tu Keller tiếp tục học rồi lấy bằng thạc sĩ Khoa học chuyên ngành Toán học và Vật lý vào năm 1953 tại Đại học DePaul ở Chicago. Năm 1965, Nữ tu Mary Kenneth Keller hoàn tất luận án và lấy bằng tiến sĩ trong lĩnh vực khoa học máy tính tại Đại học Wisconsin Madison. Luận án Tiến sĩ của sơ Keller có nội dung "Suy luận quy nạp về các mẫu tạo ra máy tính", tập trung vào "các thuật toán xây dựng thực hiện phân biệt phân tích trên biểu thức đại số, được viết trong CDC FORTRAN 63."
Trong suốt quá trình học cao học của mình, Mary Kenneth Keller đã được sự hỗ trợ của nhiều tổ chức đại học liên kết khác nhau, gồm Đại học Michigan, Purdue và Dartmouth. Năm 1958, Sơ Keller bắt đầu làm việc tại Quỹ Khoa học Quốc gia Hoa Kỳ, tại trung tâm khoa học máy tính của Đại học Dartmouth, một tổ chức chỉ dành cho nam giới vào thời điểm đó. Tại đây, bà đã tham gia thực hiện ngôn ngữ lập trình BASIC dưới thời John G. Kemeny và Thomas E. Kurtz.
Keller tin tưởng vào tiềm năng cho máy tính để tăng khả năng tiếp cận thông tin và thúc đẩy giáo dục. Sau khi hoàn thành luận án tiến sĩ vào năm 1965, Keller đã thành lập khoa khoa học máy tính tại Clarke College (nay là Đại học Clarke), một trường đại học dành cho phụ nữ Công giáo được thành lập bởi dòng "Nữ tu Bác ái Đức Trinh nữ Maria" (Sisters of Charity of the Bless Virgin Mary) ở Dubuque, Iowa. Cùng năm đó, Quỹ Khoa học Quốc gia đã trao cho cô khoản tài trợ 25.000 đô la để dùng chi trả trong hai năm cho việc mua sắm các thiết bị giảng dạy cho giáo dục đại học. Mary Kenneth Keller đã khởi đầu công việc giảng dạy và nghiên cứu khoa học của mình tại một trong những khoa khoa học máy tính đầu tiên của thế giới bắt đầu tại một trường đại học nhỏ, Keller đã đảm nhận công việc lãnh đạo khoa này đến hơn hai mươi năm. Trường Clarke College hiện nay có Trung tâm máy tính và Dịch vụ thông tin Keller, được đặt theo tên của bà. Trung tâm nhận cung cấp hỗ trợ điện toán và viễn thông cho sinh viên, giảng viên và nhân viên của Clarke College. Trường cũng đã thành lập một Quỹ học bổng môn Khoa học máy tính Mary Kenneth Keller để vinh danh bà.
Nữ tu Mary Kenneth Keller là người ủng hộ sự tham gia của phụ nữ trong lĩnh vực điện toán  và sử dụng máy tính cho các hoạt động giáo dục. Bà đã giúp thành lập Hiệp hội người dùng máy tính nhỏ trong giáo dục (ASCUE). Sơ Keller tiếp tục viết bốn cuốn sách trong lĩnh vực này. Tại Hội nghị Dịch vụ Người dùng ACM / SIGUCC năm 1975, Keller tuyên bố "chúng tôi chưa hoàn toàn sử dụng máy tính như một công cụ liên ngành lớn nhất đã được phát minh cho đến nay."
Nữ tu Mary Kenneth Keller qua đời vào ngày 10 tháng 1 năm 1985, sơ hưởng thọ 71 tuổi.